# 卡洛斯·阿尔韦托·阿罗约·德尔里奥
卡洛斯·阿尔韦托·阿罗约·德尔里奥（1893年11月27日—1969年10月31日） 厄瓜多尔政治人物，厄瓜多尔总统（1940-1944年）。自由黨人。
阿罗约·德尔里奥生於瓜亞基爾。1914年当律师。1916年当选为众议员。1924年当选为参议员。先后任瓜亚基尔大学系主任和校长。1939年11月奥雷略莫斯克拉总统病故后，以參議院議長继任臨時總統，1940年1月作为自由党候选人当选为總統，第二次世界大战中宣布与轴心国断交。执政期间，厄瓜多尔的出口有显著增加，经济取得一定发展。但因1941年与秘鲁边界冲突中丧失20多万平方公里领土，以及对内镇压群众运动，失去民心。1944年5月28日发生“五月革命”，5月29日被迫辞职。后一直在瓜亚基尔任律师。